# Wyschnewe (Kamjanske)
Wyschnewe (ukrainisch Вишневе; russisch Вишнёвое Wischnjowoje) ist eine Siedlung städtischen Typs in der ukrainischen Oblast Dnipropetrowsk im Rajon Kamjanske mit 2350 Einwohnern (2017).

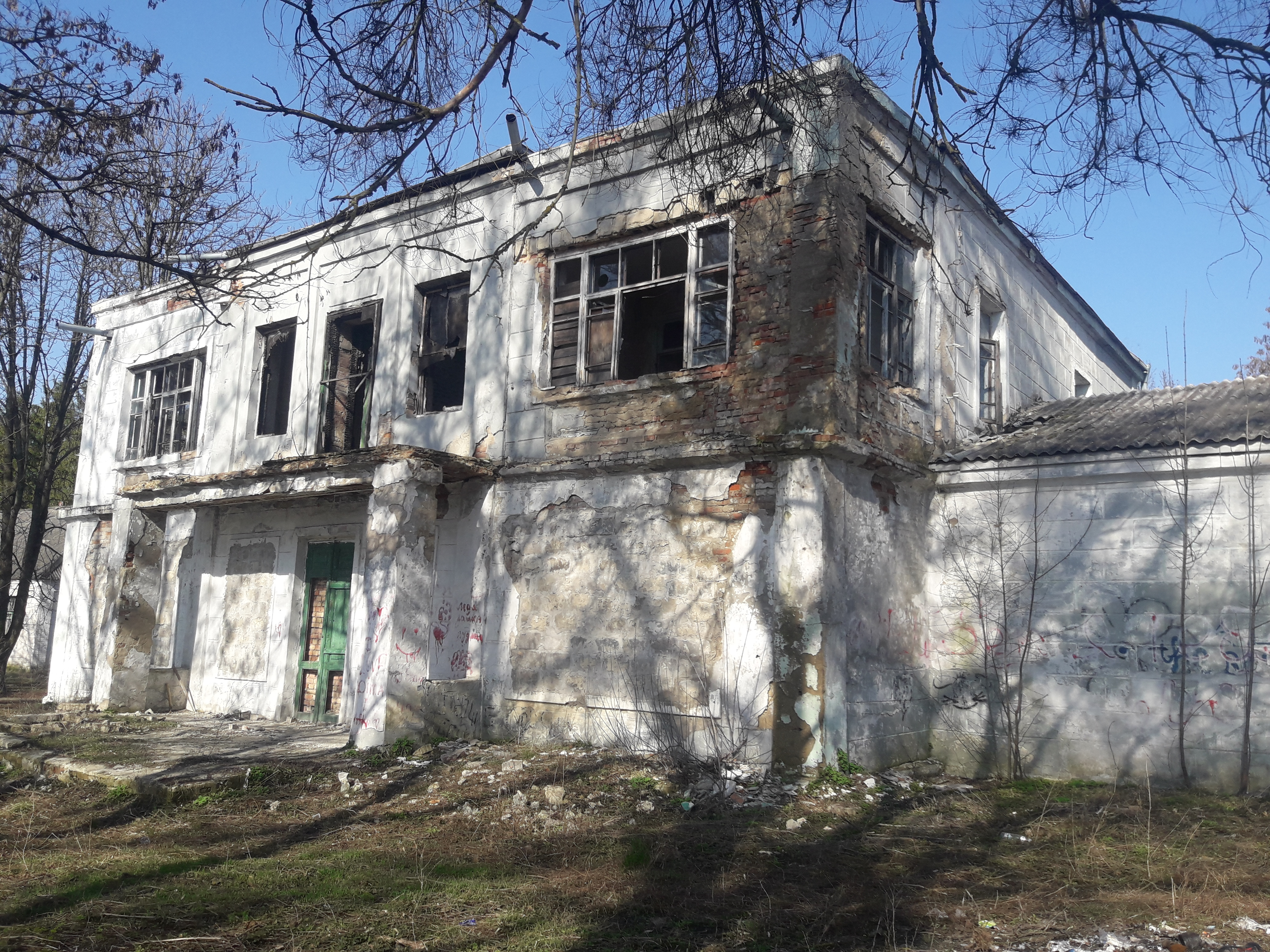
Haus im Ort

## Geographie
Der Ort liegt am linken Ufer der Losowatka, einem Nebenfluss der Saksahan, 15 km östlich von Pjatychatky, 12 km südwestlich von Wilnohirsk und 78 km westlich vom Oblastzentrum Dnipro. Wyschnewe befindet sich an der Grenze zu den Rajonen Werchnjodniprowsk und Krynytschky.

## Geschichte
1887 wurde im Zuge des Baus einer Linie der Katharinenbahn eine Bahnstation gebaut und in 4 km Entfernung ein Dorf gegründet und nach dem Grundbesitzer Erasta Brodskoho Erastiwka benannt.
Im Jahre 1899 wurde auf Initiative von Erasta Brodskoho eine Schule für Agrarkultur eröffnet. Die Erlaubnis hierzu hatte Zar Nikolaus II. bereits im Jahr 1895 erteilt und hierzu 40 Hektar Land zur Finanzierung des Baus des akademischen Gebäudes und für das Studentengästehaus zur Verfügung gestellt.
Bis 1917 war das Dorf eher eine Versorgungsstation der Bahn, aber mit der Entwicklung des Eisenbahnverkehrs entwickelte sich parallel die des Dorfes. Die Anzahl der Menschen, speziell der Arbeitnehmer der Eisenbahn, erhöhte sich insbesondere im Jahr 1926 und vor allem nach dem Großen Vaterländischen Krieg von 1941 bis 1945.
Im Jahr 1957 wurde das Dorf zur Siedlung städtischen Typs und im Jahr 1961 wurde die Siedlung aufgrund der großen Anzahl vorhandener Kirschbäume im Ort in Wyschnewe (deutsch: Kirsche) umbenannt.

## Verwaltungsgliederung
Am 12. August 2016 wurde die Siedlung zum Zentrum der neugegründeten Siedlungsgemeinde Wyschnewe (Вишнівська селищна громада/Wyschniwska selyschtschna hromada). Zu dieser zählten auch die 8 in der untenstehenden Tabelle aufgelisteten Dörfer, bis dahin bildete sie zusammen mit dem Dorf Kuljabkyne die gleichnamige Siedlungsratsgemeinde Wyschnewe (Вишнівська селищна рада/Wyschniwska selyschtschna rada) im Osten des Rajons Pjatychatky.
Am 17. Juli 2020 kam es im Zuge einer großen Rajonsreform zum Anschluss des Rajonsgebietes an den Rajon Kamjanske.
Folgende Orte sind neben dem Hauptort Wyschnewe Teil der Gemeinde:
| Name                     | Name            | Name                              |
| ukrainisch transkribiert | ukrainisch      | russisch                          |
| ------------------------ | --------------- | --------------------------------- |
| Bajkiwka                 | Байківка        | Байковка (Baikowka)               |
| Iwaniwka                 | Іванівка        | Ивановка (Iwanowka)               |
| Komissariwka             | Комісарівка     | Комиссаровка (Komissarowka)       |
| Kuljabkyne               | Кулябкине       | Кулябкино (Kuljabkino)            |
| Losuwatka                | Лозуватка       | Лозоватка (Losowatka)             |
| Lykoschyne               | Ликошине        | Лыкошино (Lykoschino)             |
| Nowoukrajinka            | Новоукраїнка    | Новоукраинка (Nowoukrainka)       |
| Terno-Losuwatka          | Терно-Лозуватка | Терно-Лозоватка (Terno-Losowatka) |
| Tscherwonyj Jar          | Червоний Яр     | Червоный Яр (Tscherwony Jar)      |

## Bevölkerung
| 1959  | 1970  | 1979  | 1989  | 2001  | 2017  |
| ----- | ----- | ----- | ----- | ----- | ----- |
| 2.524 | 2.748 | 2.497 | 2.617 | 2.562 | 2.354 |

Quelle: